# مارک ایوانز
مارک ایوانز (انگلیسی: Mark Evans؛ زادهٔ ۲۴ آوریل ۱۹۵۳) فرد نظامی اهل استرالیا است. وی همچنین برندهٔ جوایزی همچون نشان استرالیا شده‌است.